# Andreas Franzke
Andreas Franzke  (* 27. September 1938 in Breslau) ist ein deutscher Kunsthistoriker und ehemaliger Rektor der Staatlichen Akademie der Bildenden Künste Karlsruhe.

## Leben
1946 siedelte er mit seiner Mutter von Breslau nach Nordhorn um. Einer Lehre als Industriekaufmann schloss sich von 1961 bis 1968 ein Studium der Kunstgeschichte, der christlichen Archäologie und Germanistik an den Universitäten Marburg, Heidelberg und Würzburg an. Nach seiner Promotion arbeitete er als Assistent und wissenschaftlicher Angestellter. 1972 wurde er Dozent für Kunstgeschichte an der Staatlichen Akademie der Bildenden Künste Karlsruhe, wo er in der Folge bis 2004 als Professor das Fach Kunstgeschichte unterrichtete und von 1988 bis 2000 auch das Amt des Rektors innehatte.1985/86 hatte er einen Gastlehrauftrag an der University of Michigan in Ann Arbor inne. Er war von 1985 bis 2004 Mitglied des deutsch-französischen Kulturrates und erhielt 1998 das Bundesverdienstkreuz am Bande sowie 1999 den Orden  Officiers des Arts et Lettres. Im Jahr 2004 trat er als Emeritus in den Ruhestand.

## Veröffentlichungen (Auswahl)
- Andreas Franzke, Barbara Bott: August Lucas : 1803 - 1863; [ein Beitr. zur Malerei des 19. Jahrhundert in Darmstadt]. Roether, Darmstadt 1972.
- Andreas Franzke: Jean Dubuffet : [Malerei, Skulptur, Texte aus den Jahren 1943 - 1975]. Beyeler, Basel 1975.
- Andreas Franzke (beteiligt): Christian Boltanski, Reconstitution : 17. 1. bis 5. 3. 1978 Badischer Kunstverein Karlsruhe. Badischer Kunstverein, Karlsruhe 1978.
- Andreas Franzke und Michael Schwarz: Antoni Tàpies : Werk und Zeit. Hatje, Stuttgart 1979, ISBN 3-7757-0142-7.
- Andreas Franzke: Jean Dubuffet : Zeichnungen. Rogner und Bernhard, München 1980, ISBN 3-8077-0149-4.
- Andreas Franzke: Dubuffet. Abrams, New York 1981, ISBN 0-8109-0815-8.
- Andreas Franzke: Skulpturen und Objekte von Malern des 20. Jahrhunderts. DuMont, Köln 1982, ISBN 3-7701-1387-X.
- Andreas Franzke: Max Beckmann, Skulpturen. Piper, München 1987, ISBN 3-492-10604-8.
- Andreas Franzke: Georg Baselitz. Prestel, München 1988, ISBN 3-7913-0973-0.
- Andreas Franzke: Jean Dubuffet : petites statues de la vie précaire. Gachnang und Springer, Bern 1988, ISBN 3-906127-16-8.
- Andreas Franzke: Dubuffet. DuMont, Köln 1990, ISBN 3-7701-2523-1.
- Andreas Franzke: Tàpies. Prestel, München 1992, ISBN 3-7913-1175-1.
- Andreas Franzke (beteiligt): Alberto Giacometti : Zeichnungen, Graphik, illustrierte Bücher; Ausstellung 24. Oktober bis 1. Dezember 1996, Kunstfoyer. Badenwerk AG, Karlsruhe 1996, ISBN 3-925521-30-5.
- Andreas Franzke: Stephan Balkenhol – Plätze, Orte, Situationen. Cantz, Ostfildern-Ruit 1996, ISBN 3-89322-293-6.
- Andreas Franzke (beteiligt): Lucian Freud : Radierungen. Kerber, Bielefeld 1997, ISBN 3-924639-82-5.
- Andreas Franzke: Stephan Balkenhol – Vor Ort. Hatje Cantz, Ostfildern-Ruit 2001, ISBN 3-7757-9047-0.
- Andreas Franzke: Magnelli 1888 - 1971. Cercle d’Art, Paris 2007, ISBN 978-2-7022-0844-1.
- Andreas Franzke, Eckhard Nordhofen (beteiligt): Stephan Balkenhol public – die Skulpturen im öffentlichen Raum, the sculptures in public space : 1984 - 2008. Hatje Cantz, Ostfildern 2009, ISBN 978-3-7757-2293-3.
- Daniel Blau (Hrsg.), Andreas Franzke (beteiligt): Mark Rothko : Multiforms; Bilder von 1947 - 1949. Hatje, Stuttgart 1993, ISBN 3-7757-0479-5.
- Andreas Franzke (Hrsg.): Jean Dubuffet, Künstlerbücher. König, Köln 2009, ISBN 978-3-86560-542-9.
- Andreas Franzke, Ulrich Wolff: Stephan Balkenhol : Bronze-Editionen 1992-2014. Kühlen, Mönchengladbach 2014, ISBN 978-3-87448-442-8.